# Temporada 2020 de V10 R-League
La temporada 2020 de V10 R-League es la primera edición del campeonato y comenzó el 7 de septiembre con la primera ronda en Monza.

## Formato
En cada uno de los circuitos, cada equipo se enfrentó a otro en forma de duelos en 3 enfrentamientos distintos, con el formato general de liga por puntos.
| N.º | Duelo              | Descripción |
| --- | ------------------ | --- |
| 01  | Cara a cara        | Los equipos enfrentan en carreras 1v1 a sus pilotos contra los del equipo rival. El equipo con dos victorias obtiene el punto (formato al mejor de 3).                                                                               |
| 02  | Carrera de relevos | Un piloto de cada equipo se sitúa en la pista, y durante la carrera se harán relevos en los boxes de los respectivos equipos con los otros 2 compañeros. El equipo más rápido con sus 3 pilotos obtiene el punto.                    |
| 03  | Carrera de sprint  | Los seis corredores salen a la pista, puntuando para el equipo que representen en base a su posición. El equipo con mayor puntuación se lleva el punto de esta ronda. A diferencia de las anteriores, esta puede resultar en empate. |

## Equipos
Originalmente se anunciaron 4 equipos, ampliándose días después a 8 participantes. Cada equipo compuesto por 3 pilotos.
| N.º | Nombre                        | N.º | Pilotos            |
| --- | ----------------------------- | --- | ------------------ |
| 01  | Red Bull Racing Esports       | 22  | Aurélièn Mallet    |
| 01  | Red Bull Racing Esports       | 33  | Graham Carroll     |
| 01  | Red Bull Racing Esports       | 51  | Joni Törmälä       |
| 02  | BMW Motorsport SIM Racing     | 12  | Cem Bölükbasi      |
| 02  | BMW Motorsport SIM Racing     | 24  | Kevin Siggy        |
| 02  | BMW Motorsport SIM Racing     | 41  | Coque López        |
| 03  | BWT Racing Point Esports Team | 79  | Shanaka Clay       |
| 03  | BWT Racing Point Esports Team | 88  | Lucas Blakeley     |
| 03  | BWT Racing Point Esports Team | 92  | Daniele Haddad     |
| 04  | Williams Esports              | 3   | Nikodem Wisniewski |
| 04  | Williams Esports              | 6   | Kuba Brzeziński    |
| 04  | Williams Esports              | 53  | Michael Romanidis  |
| 04  | Williams Esports              | 98  | Martin Štefanko    |
| 05  | Team Fordzilla                | 22  | Rubén Rodríguez    |
| 05  | Team Fordzilla                | 66  | Laurent Miskiewicz |
| 05  | Team Fordzilla                | 77  | Shaun Arnold       |
| 05  | Team Fordzilla                | 504 | Pablo López        |
| 06  | Jean Alesi Suzuki             | 5   | Giovanni De Salvo  |
| 06  | Jean Alesi Suzuki             | 57  | Cesare Penco       |
| 06  | Jean Alesi Suzuki             | 91  | Alex Turato        |
| 06  | Jean Alesi Suzuki             | 313 | Danilo Santoro     |
| 07  | Porsche24 Redline             | 1   | Artze Kekhof       |
| 07  | Porsche24 Redline             | 7   | Michael Smidl      |
| 07  | Porsche24 Redline             | 24  | Jeffrey Rietveld   |
| 07  | Porsche24 Redline             | 76  | Ben Cornett        |
| 08  | YAS HEAT Esports              | 23  | Eamon Murphy       |
| 08  | YAS HEAT Esports              | 39  | Jaroslav Honzik    |
| 08  | YAS HEAT Esports              | 49  | Andrea Capoccia    |
| 08  | YAS HEAT Esports              | 72  | Simone Fedele      |

## Calendario
Cada semana se disputará una ronda, en circuitos diferentes de todo el mundo. Italia es el único país en contar con más de una sede (Monza y Vallelunga).
Todas las carreras fueron a las 18:00 GMT (19:00 BST).
| N.º | Circuito                              | Ubicación                        | Fecha            |
| --- | ------------------------------------- | -------------------------------- | ---------------- |
| 01  | Autodromo Nazionale di Monza          | Monza, Italia                    | 7 de septiembre  |
| 02  | Brands Hatch                          | Kent, Reino Unido                | 14 de septiembre |
| 03  | Nordschleife                          | Nürburg, Alemania                | 21 de septiembre |
| 04  | Autódromo de Vallelunga Piero Taruffi | Vallelunga, Italia               | 28 de septiembre |
| 05  | WeatherTech Raceway Laguna Seca       | California, Estados Unidos       | 5 de octubre     |
| 06  | Circuito de Spa-Francorchamps         | Francorchamps, Bélgica           | 12 de octubre    |
| 07  | Circuito Yas Marina                   | Abu Dabi, Emiratos Árabes Unidos | 19 de octubre    |

## Resultados

### Rondas
| Duelo   | N.º duelo           |
| Equipos | Duelistas           |
| E1      | Enfrentamiento 1    |
| E2      | Enfrentamiento 2    |
| E3      | Enfrentamiento 3    |
| Res     | Resultado del duelo |
| Negrita | Ganador             |

| Ronda 1 | Ronda 1           | Ronda 1 | Ronda 1 | Ronda 1           |
| Duelo   | Equipo 1          | Pts.    | Pts.    | Equipo 2          |
| ------- | ----------------- | ------- | ------- | ----------------- |
| 1       | Team Fordzilla    | 1       | 2       | Red Bull Racing   |
| 2       | BWT Racing Point  | 0       | 3       | Williams Esports  |
| 3       | BMW Motorsport    | 0       | 3       | Porsche24 Redline |
| 4       | YAS HEAT Esports  | 1       | 2       | Jean Alesi Suzuki |
| Ronda 2 |                   |         |         |                   |
| Duelo   | Equipo 1          | Pts.    | Pts.    | Equipo 2          |
| 1       | Williams Esports  | 2       | 1       | YAS HEAT Esports  |
| 2       | Jean Alesi Suzuki | 0       | 3       | BMW Motorsport    |
| 3       | Team Fordzilla    | 0       | 3       | Porsche24 Redline |
| 4       | Red Bull Racing   | 1       | 2       | BWT Racing Point  |
| Ronda 3 |                   |         |         |                   |
| 1       | BMW Motorsport    | 2       | 1       | BWT Racing Point  |
| 2       | Porsche24 Redline | 2       | 1       | Red Bull Racing   |
| 3       | Team Fordzilla    | 0       | 2       | YAS HEAT Esports  |
| 4       | Jean Alesi Suzuki | 0       | 2       | Williams Esports  |
| Ronda 4 |                   |         |         |                   |
| 1       | Red Bull Racing   | 3       | 0       | YAS HEAT Esports  |
| 2       | BWT Racing Point  | 2       | 0       | Team Fordzilla    |
| 3       | Williams Esports  | 2       | 1       | BMW Motorsport    |
| 4       | Jean Alesi Suzuki | 1       | 2       | Porsche24 Redline |
| Ronda 5 |                   |         |         |                   |
| 1       | BMW Motorsport    | 3       | 0       | Team Fordzilla    |
| 2       | Red Bull Racing   | 2       | 1       | Williams Esports  |
| 3       | BWT Racing Point  | 2       | 1       | Jean Alesi Suzuki |
| 4       | YAS HEAT Esports  | 0       | 3       | Porsche24 Redline |
| Ronda 6 |                   |         |         |                   |
| 1       | Williams Esports  | 3       | 0       | Team Fordzilla    |
| 2       | Jean Alesi Suzuki | 2       | 1       | Red Bull Racing   |
| 3       | Porsche24 Redline | 3       | 0       | BWT Racing Point  |
| 4       | BMW Motorsport    | 3       | 0       | YAS HEAT Esports  |
| Ronda 7 |                   |         |         |                   |
| 1       | Red Bull Racing   | 3       | 0       | BMW Motorsport    |
| 2       | Team Fordzilla    | 1       | 1       | Jean Alesi Suzuki |
| 3       | BWT Racing Point  | 1       | 2       | YAS HEAT Esports  |
| 4       | Williams Esports  | 1       | 1       | Porsche24 Redline |

### Clasificación general
| Color     | Resultado                        |
| --------- | -------------------------------- |
| Oro       | Ganador                          |
| Verde     | Finalizó en los puntos           |
| Azul      | Finalizó sin puntos              |
| Azul      | NC - No clasificado              |
| Violeta   | Ret - No terminó                 |
| Rojo      | DNQ - No se clasificó            |
| Negro     | DSQ - Descalificado              |
| Blanco    | DNS - No empezó                  |
| Blanco    | WD - Retirado                    |
| Blanco    | C - Carrera cancelada            |
| Sin color | DNP - Inscrito pero no participó |
| Sin color | INJ - Lesionado                  |
| Sin color | EX - Excluido                    |

| Pos. | Equipo            | MNZ | KEN | NÜR | VLL | LAG | SPA | ABU | Puntos |
| ---- | ----------------- | --- | --- | --- | --- | --- | --- | --- | ------ |
| 1    | Porsche24 Redline | 3   | 3   | 2   | 2   | 3   | 3   | 1   | 17     |
| 2    | Williams Esports  | 3   | 2   | 2   | 2   | 1   | 3   | 1   | 14     |
| 4    | Red Bull Racing   | 2   | 1   | 1   | 3   | 2   | 1   | 3   | 13     |
| 3    | BMW Motorsport    | 0   | 3   | 2   | 1   | 3   | 3   | 0   | 12     |
| 5    | BWT Racing Point  | 0   | 2   | 1   | 2   | 2   | 0   | 1   | 8      |
| 6    | Jean Alesi Suzuki | 2   | 0   | 0   | 1   | 1   | 2   | 1   | 7      |
| 7    | YAS HEAT Esports  | 1   | 1   | 2   | 0   | 0   | 0   | 2   | 6      |
| 8    | Team Fordzilla    | 1   | 0   | 0   | 0   | 0   | 0   | 1   | 2      |
| Pos. | Equipo            | MNZ | KEN | NÜR | VLL | LAG | SPA | ABU | Puntos |

## Emisión
La competición será emitida por BT Sport, STARZPLAY Arabia y ESPN.
La primera emitirá en Reino Unido e Irlanda, la segunda en la región MENA y la tercera en Estados Unidos, Canadá, América Latina, Países Bajos, Caribe y Oceanía.
En  caso de BT Sport, las carreras estarán disponibles de forma gratuita a la mañana siguiente después del show con las jugadas destacadas en su página web y aplicación.
ESPN y STARZPLAY Arabia también tendrán acceso a los espectáculos al mismo tiempo. Los siete programas semanales de la temporada 1 serán apoyados por 28 horas de contenido digital.